# Eucharius Rösslin der Ältere

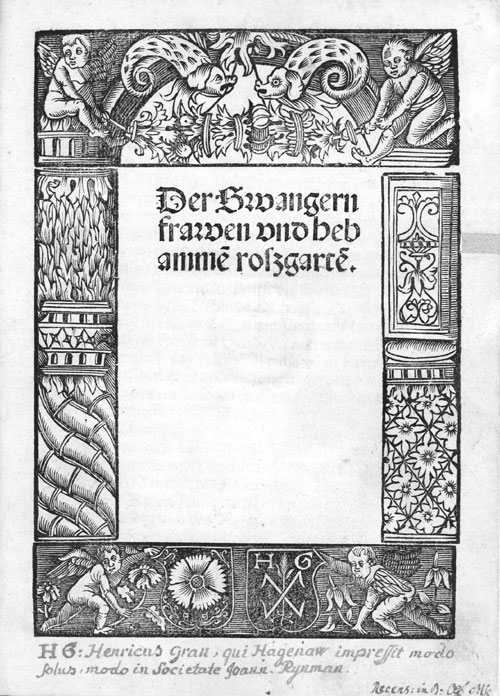
Titelblatt Der Swangern frawen und hebammen roszgarten, zweite Auflage gedruckt durch Heinrich Gran.

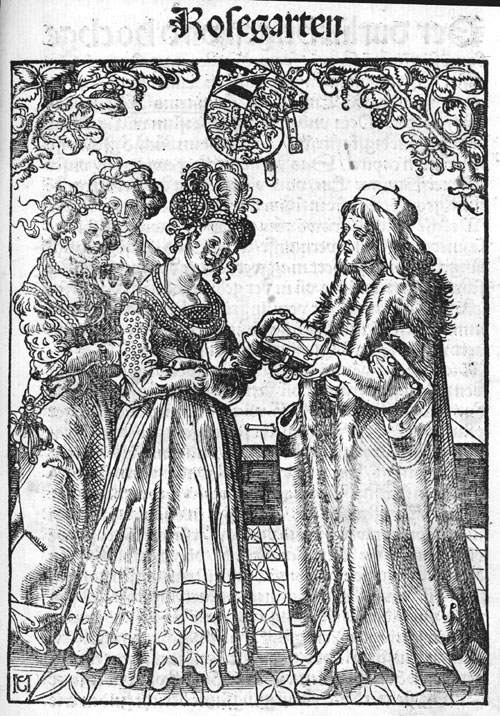
Überreichung des Rosengartens an Herzogin Katharina von Sachsen und Braunschweig, Druck um 1515

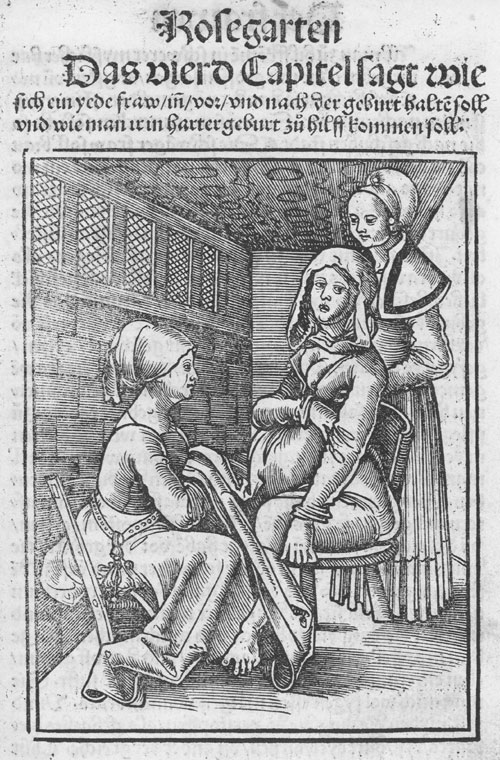
Abb. aus Kapitel 4: Eine Gebärende in einem Geburtsstuhl.

Eucharius Rösslin der Ältere, auch Eucharius Rößlin (* 1470 in Waldkirch; † 23. September 1526 in Frankfurt am Main) war ein deutscher Arzt und Apotheker.

## Leben
Eucharius Rösslin war ab 1493 als Apotheker in Freiburg im Breisgau tätig. Nach einer Verurteilung 1504 wegen seines gewalttätigen Verhaltens bei einem Rechtsstreit mit einem Stadtschreiber verließ er 1506 die Stadt und ging nach Verhandlungen mit dem Frankfurter Rat zunächst als Stadtarzt nach Frankfurt am Main. Dort stand er in den Diensten der Herzogin Katharina von Sachsen, der Frau von Herzog Erich I. von Braunschweig-Lüneburg. Ihr widmete er seinen 1508 bis 1512 kompilierten, 1513 beim Drucker Martin Flach (ca. 1440–ca. 1510) in Straßburg erschienenen Rosengarten. 1513 arbeitete er als Stadtarzt in Worms, wo er den Titel eines Doktors der Medizin führte, und von wo aus er 1517 erneut nach Frankfurt ging, um dort wieder als Stadtarzt tätig zu sein. Er starb dort Ende September 1526, worauf sein Sohn Eucharius Rösslin der Jüngere Nachfolger im Amt des Frankfurter Stadtarztes wurde.

## Der Rosengarten
Der schwangeren Frauen und Hebammen Rosengarten, wie der vollständige Titel lautet, wurde 1513 erstmals gedruckt und ist das erste bedeutende Handbuch zur Geburtshilfe und beruht auf alten Texten, insbesondere Werken von Soranos von Ephesos (in der zu Beginn des 6. Jahrhunderts als Gynaecia angefertigten Übersetzung und Bearbeitung von Gynaikeia durch Mustio), und auf dem Werk des italienischen Arztes Giovanni Michele Savonarola. Die 13 Kapitel enthalten 25 von Erhard Schön angefertigte Holzschnitte, auf denen verschiedene Kindslagen und ein Gebärstuhl dargestellt werden. Auch aus dem vor 1500 entstandenen Frauenbüchlein eines Pseudo-Ortolfs von Baierland („Ortolff von Bayerland“: Disz biechlin sagt wie sich die frawen halten sülle vor de gepurt in der gepurt und nach der gepurt) und aus dem Kinderbüchlein des Bartholomäus Metlinger übernahm Rösslin Inhalte. Der „Rosengarten“ wurde durch zahlreiche Neuauflagen für lange Zeit zum Standardwerk für Hebammen.
Das Wort Rose(n)garten bezeichnet hierbei ein Buch als Sammlung verschiedener Texte (siehe auch Rosengarten zu Worms), wobei die einzelnen Bestandteile als Rosen wahrgenommen werden, an denen sich der Rezipient erfreuen kann. Jacob und Wilhelm Grimm sehen den Ursprung dieser Benennungstradition im persischen Rosengarten (Gulistân) von Saadi.
Sein Sohn Eucharius Rösslin der Jüngere übertrug das Werk ins Lateinische und gab ihm den Titel De partu hominis.
Im Laufe des 16. Jahrhunderts wurde der Rose(n)garten aus dem Deutschen und Lateinischen in viele europäische Sprachen übersetzt und teilweise bis ins 18. Jahrhundert aufgelegt.
Im Ehestandsarzneibuch (Ehstands Arzneybuch) von 1526 wird der Rosengarten gemeinsam mit Schriften von Johann Wonnecke von Kaub (Frauen Arznei), Albertus Magnus (Die Heimlichkeiten), Ludovicus Bonatiolus (Von sorglichen Zufällen der schwangeren Frauen) und Bartholomäus Metlinger (Leibspflegung oder auch Kindspflegung) verlegt.
Ein wesentliches Verdienst Rösslins war, dass er sein Buch leicht verständlich und in deutscher Sprache verfasst hat. Wenn auch ein Teil der damaligen Hebammen, die oft aus unteren sozialen Bevölkerungsschichten stammten, Analphabetinnen waren, so hat doch der Rosengarten als Unterrichtsmittel für die Hebammenausbildung durch die Amtsärzte und als Richtschnur für die aufkommenden Hebammenprüfungen im 16. Jahrhundert gedient.

## Werkausgaben
- Der Swangern Frauwen und Hebammen Rosengarten. Straßburg (Martin Flach) 1513; Neudrucke Zürich 1976 (mit einer Einführung von Huldrych M. Koelbing) und Wutöschingen 1994 (mit einem Vorwort von Roland Schuhmann und einem medizinhistorischen Nachwort von Ortrun Riha).
- Der Swangern frawen und hebammen roßgarten. Worms 1513; Neudruck Berlin (Schering AG) o. J.
- Der Swangern frawen und hebammen roßgarten. 2. Auflage Hagenau (Heinrich Gran) 1513; Digitalisat.